# Guangzhou International Women's Open 2005
Il Guangzhou International Women's Open 2005 è stato un torneo di tennis giocato sul cemento. È stata la 2ª edizione del Guangzhou International Women's Open, che fa parte della categoria Tier III nell'ambito del WTA Tour 2005. Si è giocato a Canton in Cina, dal 26 settembre al 2 ottobre 2005.

## Campionesse

### Singolare
Yan Zi ha battuto in finale  Nuria Llagostera Vives che si è ritirata sul punteggio di 6–4, 4–0

### Doppio
Maria Elena Camerin /  Emmanuelle Gagliardi hanno battuto in finale  Neha Uberoi /  Shikha Uberoi con il punteggio di 7–6(5), 6–3